# Alfred Pina

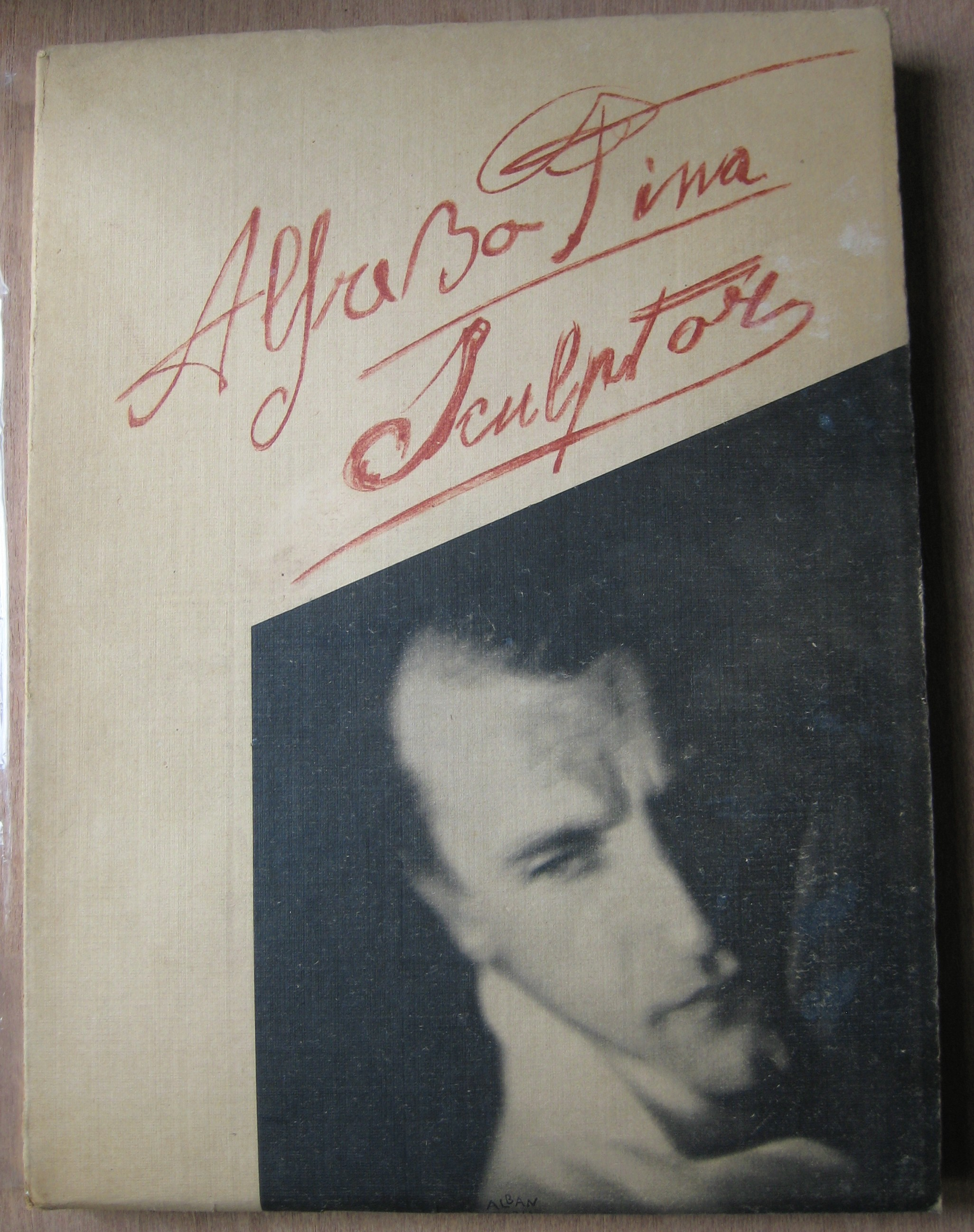
Porträtfoto Alfredo Pina, 1929

Alfred Pina (* 13. Dezember 1887 als Alfredo Pina in Mailand, Königreich Italien; † 22. Dezember 1966 in Mesves-sur-Loire oder La Charité-sur-Loire, Frankreich) war ein italienischer Bildhauer, der in Frankreich tätig war.

## Leben und Werk
Im Alter von 12 Jahren wurde Alfredo Pina Vollwaise. Er studierte an der Accademia di Belle Arti di Brera in Mailand, wo er 1904 die Ehrung Gran Prize Nazionale di Scultura Italia erhielt. Hier war er Schüler bei Alessandro Broggi. Darauf ging er nach Bologna und dann für drei Jahre nach Rom. Er freundete sich mit französischen Künstlern an, die ihn nach Paris einluden, wo er im Jahr 1911 ankam.
Pina mietete sich die Orangerie des Château des Imbergères in Sceaux ein und stellte seine Arbeiten auf dem Salon der Société des Artistes Français (1911–1914), dem Salon des Tuileries und dem Salon der Société du Salon d’Automne (1911) aus. Er erhielt zahlreiche Aufträge für Büsten und versuchte sich an Holzstichen. In Paris war er ein Schüler von Auguste Rodin, was ihn und sein künstlerisches Schaffen stark beeinflusste.
Zu Beginn des Ersten Weltkrieges zog Alfred Pina nach Montpellier, wo das lokale Museum eine Büste Ludwig van Beethovens von ihm erwarb. Nach dem Krieg kehrte er nach Paris zurück und mietete auf der Impasse du Maine in Montparnasse eine Werkstatt neben der von Antoine Bourdelle an. 1920 stellte er seine Werke in der Pariser Galerie Jean Allard aus. Auf dem Salon d’Automne von 1921 erhielt er ein mention honorable.
Pinas Figuren, Skulpturen und Büsten wurden von den Pariser Gießereien Valsuani und Les Neveux de Jules Lehmann gegossen und vertrieben.
Zur Ausführung seiner Aufträge für Denkmäler im Gedenken an die Toten des Ersten Weltkrieges etablierte Pina ein zweites Atelier in Mesves-sur-Loire, wo er ein Grundstück mit einem Steinbruch kaufte. 1920 und 1922 nahm er an der Biennale di Venezia teil. Seine Einreichung für das Projekt des Grabes von Dante Alighieri gewann den von Benito Mussolini ins Leben gerufenen Wettbewerb. Die Arbeit sollte sein Meisterwerk in Rom werden, wurde allerdings nie fertiggestellt. Pina fertigte eine Büste des Diktators, die auf dem Salon 1926 gezeigt wurde.
Nach seiner Rückkehr nach Frankreich 1929 organisierte Pina im Cercle de l'Union artistique an der Rue Boissy d'Anglas eine Ausstellung der italienischen Künstler von Paris. Darauf zog er nach Mesves-sur-Loire, wo er Antoinette Meunier heiratete. Im Februar 1931 zeigte er seine Arbeiten in den Fifty-Sixth Street Galleries von New York. 1939 erlangte er die französische Staatsangehörigkeit und stellte in Nevers und Vézelay aus.  Alfred Pina verstarb am 22. Dezember 1966; seinen Nachlass aus der Werkstatt vermachte er dem Museum in Charité-sur-Loire.

## Werke (Auswahl)
Beethoven-Büsten von Pina befinden sich in den Museen von Montpellier und Venedig, eine Wagner-Büste in Berlin, das „Haupt Christi“ in den Vatikanischen Museen. Andere seiner Arbeiten sind im Museum von La Charité-sur-Loire ausgestellt. In Paris zeigen das Musée Rodin und das Musée Bourdelle je eine Skulptur Pinas. Das Metropolitan Museum of Art in New York stellt eine Büste des Schriftstellers Victor Hugo aus, eine andere Porträtbüste steht im MAXXI – Museo nazionale delle arti del XXI secolo von Rom.
- La toilette du bébé
- Porteur de Fruit
- Encrier à l'homme étendu
- La Douleur
- Maternite
- Embrace
- Leda und der Schwan
- Mann auf einem Felsen
- Kopf eines Gorgo
- Bogenschütze Herakles

## Trivia
In der Pariser Kantine der Malerin und Bildhauerin Marie Vassilieff kam es am 14. Januar 1917 zu einem Zwischenfall, als auf einem von zeitgenössischen Künstlern organisierten Bankett zu Ehren des Malers Georges Braque der bewusst nicht eingeladene Künstler Amedeo Modigliani mit angetrunkener Entourage lautstark in die Räumlichkeiten einfiel. Pina war zu dieser Zeit der neue Liebhaber der Dichterin Beatrice Hastings, die zuvor für zwei Jahre in einer Liebesbeziehung mit Modigliani verbunden war. Pina, der mit Hastings an den Feierlichkeiten dieses Abends als geladener Gast teilnahm, zog eine Pistole und zielte auf Modigliani, jedoch gelang es der Gastgeberin Vassilieff die unerwünschten Besucher die Treppen herunter aus dem Etablissement drängen, wonach der auch anwesende Maler Pablo Picasso die Türe von innen verriegeln konnte. Die Feierlichkeiten wurden daraufhin ungestört fortgesetzt.